# トップレベルドメイン
| 全てのトップレベルドメインについては、トップレベルドメイン一覧を参照。 |                      |                                               |
| ドメインの例                                                           | 種類                 | スポンサー機関                                |
| .arpa                                                                  | インフラ             | インターネットアーキテクチャ委員会。制限あり  |
| .blue                                                                  | ジェネリック         | Afilias。制限なし                             |
| .ovh                                                                   | ジェネリック         | OVH。AFNICが運営。制限なし                    |
| .name                                                                  | 制限付きジェネリック | VeriSign Information Services, Inc.。制限なし |
| .ac                                                                    | 国別コード           | アセンション島。制限なし                      |
| .zw                                                                    | 国別コード           | ジンバブエ。制限なし                          |
| .aero                                                                  | スポンサー付き       | SITA。制限なし                                |
| .ไทย                                                                   | 国際化国別コード     | THNIC                                         |

トップレベルドメイン（TLD : top-level domain）は、インターネットの階層型Domain Name Systemの最上位レベルのドメイン名である。トップレベルドメインは名前空間のDNSルートゾーンにインストールされる。これより下位のレベルの全てのドメインでは、トップレベルドメインはドメイン名の最後の部分、すなわち、つまり完全修飾ドメイン名の最後の部分である。例えば、ドメイン名www.example.comでは、トップレベルドメインはcomである。ほとんどのトップレベルドメインの管理に対する責任は、Internet Assigned Numbers Authority(IANA)を運営するInternet Corporation for Assigned Names and Numbers(ICANN)によって特定の組織に委任されており、DNSルートゾーンの維持を担当している。
IANAでは現在、トップレベルドメインを以下のグループに分類している。
- 国別コードトップレベルドメイン (ccTLD)
- ジェネリックトップレベルドメイン (gTLD)
  - スポンサー付きトップレベルドメイン (sTLD)
  - スポンサーなしトップレベルドメイン（英語版）
- インフラ用トップレベルドメイン (.arpa)

## 歴史
元々、トップレベルドメインは、Countries（国）、Categories（カテゴリ）、Multiorganizations（マルチ組織）の3つの主要グループに編成されていた。それに加えて、arpaのみからなるtemporary（一時利用）グループがあり、DNSの安定化のための過渡的な目的のために使用された。

## 種類
2015年現在、IANAはトップレベルドメインを以下のグループに分類している。
- インフラ用トップレベルドメイン (ARPA): このグループは1つのドメイン、.arpaだけからなる。これは、Request for Comments(RFC)に規定される様々な目的のために、Internet Engineering Task Forceを代表してIANAによって管理されている。
- ジェネリックトップレベルドメイン (gTLD): 3文字以上のトップレベルドメイン
- 制限付きトップレベルドメイン (grTLD): このドメインは、公式のICANN認定登録機関の下で管理されている。
- スポンサー付きトップレベルドメイン (sTLD): このドメインは、TLDを使用する資格を制限する規則を制定し執行する民間機関・組織によって提案されスポンサーされている。使用はコミュニティテーマの概念に基づいている。このドメインは公式のICANN認定レジストラの下で管理されている。
- 国別コードトップレベルドメイン (ccTLD): 国または地域用に設定された2文字のドメイン。いくつかの歴史的な例外を除いて、ISO 3166の国名コードと同じ文字になっている。
  - 国際化国別コードトップレベルドメイン (IDN ccTLD): ラテン文字以外の文字セット（アラビア文字、キリル文字、ヘブライ文字、漢字など）によるccTLD。
- テスト用トップレベルドメイン (tTLD): このドメインは、IDN開発プロセスのテスト目的で使用される。このドメインはルートゾーンには存在しない。

国は、2文字のISO国名コードによって指定されているが、.ukなどの例外もある。そのため、このドメイングループは一般に「国別コード」トップレベルドメイン(ccTLD)と呼ばれている。 2009年以降、ラテン文字以外の文字を使用している国では、国際化国別コードトップレベルドメインが申請できるようになった。これは、エンドユーザのアプリケーションには言語固有の文字で表示されるが、DNS内部ではPunycodeによりASCIIコードに変換した形で登録されている。
ジェネリックトップレベルドメインは、当初は.gov、.edu、.com、.mil、.org、.netから構成されていた。後に、.infoなどの他のgTLDが追加された。
ルートゾーンに現在存在するTLDの正式なリストは、IANAのWebサイト（https://www.iana.org/domains/root/db/）に公開されている。

## 国際化国別コードトップレベルドメイン
国際化国別コードトップレベルドメイン(IDN ccTLD)は、Webブラウザなどのエンドユーザアプリケーションに、その言語固有の文字（アラビア文字、漢字など）で表示されるように特別に符号化されたトップレベルドメインである。IDN ccTLDは、それぞれの国また地域に割り当てられたトップレベルドメインに、国際化ドメイン名(IDN)を適用したものである。
ICANNは2009年11月にIDN ccTLDの申請の受付を開始し、2010年5月に最初のIDN ccTLDのをDNSにインストールした。最初のIDN ccTLDは、エジプト、サウジアラビア、アラブ首長国連邦に対するアラビア語での名前だった。2010年5月までに、21の国がICANNに申請書を提出した。

## インフラ用ドメイン
ドメイン.arpaは最初のトップレベルドメインの一つである。これは一時的な使用を意図しており、従来のARPANETのホスト名からドメイン名への移行のために使用されていた。しかし、DNSの逆引きに使用されるようになり、廃止するのは実用的ではないと考えられ、現在はIPv4用のin-addr.arpa、IPv6逆引きDNS解決用のip6.arpa、動的委任発見システム用のuri.arpaとurn.arpa、NAPTRに基づく電話番号マッピング用のe164.arpaなど、様々なインターネットインフラ用に使用されている。歴史的な理由から、.arpaはジェネリックトップレベルドメインと見なされることがある。

## 予約済みのドメイン
RFC 6761 では、混乱や競合を避けるために、次の4つのトップレベルドメインを予約している。
- .example: ドメイン名の例示のために予約されている。
- .invalid: 明らかに無効なドメイン名を使用するために予約されている。
- .localhost: 従来のlocalhostのホスト名としての使用との競合を避けるために予約されている。
- .test:  テスト用に予約されている。

RFC 6762 では、マルチキャストDNS名前解決プロトコルを介して解決できるリンクローカルホスト名に.localの使用を予約している。
RFC 7686 では、TorのHidden Serviceの自己認証名のために.onionの使用を予約している。ユーザの匿名性を保護するためにオニオンルーティングを使用しているため、この名前はTorクライアントによってしか解決できない。

## 歴史的なドメイン
1980年代後半に、InterNICはNATO用に.natoドメインを作成した。当時存在していたどのTLDも、NATOの国際機関としての地位を十分に反映しているとみなせなかったからである。しかし、この追加後まもなく、InterNICは一般的な国際機関で使用するための.int TLDを作成し、NATOにセカンドレベルドメインnato.intを使用するよう説得した。.natoは1996年7月に削除された。
チェコスロバキアの.cs（現在はチェコの.czとスロバキアの.sk）、東ドイツの.dd（ドイツ再統一後は.deを使用）、ユーゴスラビアの.yu（現在はボスニア・ヘルツェゴビナの.ba、クロアチアの.hr、モンテネグロの.me、北マケドニアの.mk、セルビアの.rs、スロベニアの.si）、ザイールの.zr（現在はコンゴ民主共和国の.cd）も、国の消滅、改称等により現在は使用されていない。これらとは対照的に、.suはソビエト連邦が崩壊したにもかかわらず、今なお管理されており、使用されている。

## 提案中のドメイン
2000年代後半にICANNが.aero、.biz、.coop、.info、.museum、.name、.proの導入について議論し、それを導入した頃、サイト所有者は、成人向けおよびポルノ用のWebサイトでも同様のTLDを利用可能にすべきだと主張した。xxx、sex、adultなどのいくつかの選択肢が提案され、.xxxドメインが2011年に稼働した。
2008年にパリで開催された第32回国際公開ICANN会議で、ICANNは「新しいジェネリックトップレベルドメインの導入を大きく前進させる」ための新しいTLD命名ポリシーのプロセスを開始した。2012年6月13日、ICANNは約2000の新しいトップレベルドメインを発表し、2013年中にインストールを開始した。ドーナツ社は5700万ドルを投資して300以上のドメインを取得した。

## オルタネートルート
新しいジェネリックトップレベルドメインの作成におけるICANNの進歩の遅れ、およびTLDに関連する高い導入コストから、異なるトップレベルドメインのセットを持つオルタネートルートが作られるようになった。オルタネートルートに登録されたドメインは、代替または追加のDNSサーバまたはWebブラウザ用のプラグインモジュールを使用してコンピュータを設定することによってアクセスできる。ブラウザプラグインはオルタネートルートのドメイン要求を検出し、そのような要求に対してオルタネートルートDNSサーバにアクセスする。

## 疑似ドメイン
かつて、BITNET、CSNET、UUCPなど、コンピュータの専門家や学術ユーザーの間で広く使用されているネットワークがいくつかあったが、それらはインターネットと直接相互接続できず、特別な電子メールゲートウェイを介してしかインターネットとメールを交換できなかった。ゲートウェイでの中継を目的として、これらのネットワークに関連付けられたメッセージには、.bitnet、.oz、.csnet、.uucpなどのサフィックスが付いていたが、これらのドメインはインターネットのDNSにトップレベルドメインとして存在していなかった。
匿名ネットワークTorは、以前はTorのHidden Serviceにトップレベルの疑似ドメイン.onionを使用していたが、この疑似ドメインは2015年10月に正式に予約された。i2pは同様の隠し疑似ドメイン、.i2pを使用する。